# Pangasius micronemus
Pangasius micronemus és una espècie de peix de la família dels pangàsids i de l'ordre dels siluriformes.

## Morfologia
Els mascles poden assolir els 100 cm de llargària total.

## Alimentació
Té una dieta omnívora.

## Distribució geogràfica
Es troba a Àsia: conca del riu Mekong, Malàisia i Indonèsia (Sumatra, Java i Borneo).

## Vàlua econòmica
Es comercialitza fresc.